# Xanto (nome)
Xanto  è un nome proprio di persona italiano maschile.

## Varianti
- Maschili: Xante[1], Xantio[2]
- Femminili: Xante, Xantia[3]

### Varianti in altre lingue
- Greco antico: Ξάνθος, Ξανθὸς (Xanthos)[4][5][6], Ξάνθης (Xanthes)[6], Ξανθίας (Xanthias)[6], Ξάνθιος (Xanthios)[6], Ξανθίων (Xanthion)[6]
  - Femminili: Ξανθή, Ξάνθη (Xanthe)[4][6], Ξάνθις (Xanthis)[6], Ξανθώ (Xantho)[6]
- Greco moderno
  - Femminili: Ξανθή (Xanthī)[4]
- Inglese
  - Maschili: Xanthus[7], Xanthius[8], Xantheus[9], Zantheus[10], Zanthus[11], Zanthius[12] Xantius[13]
    - Ipocoristico: Xanth[14], Xan[7]

  - Femminili: Xanthia[4][5], Zanthia[5], Xanthea[15], Zanthea[16], Xanthe[5], Zanthe[5], Zanthy[17]
- Francese
  - Maschili: Xantus[18], Xantius[13]
  - Femminili: Xantha[19]

## Origine e diffusione

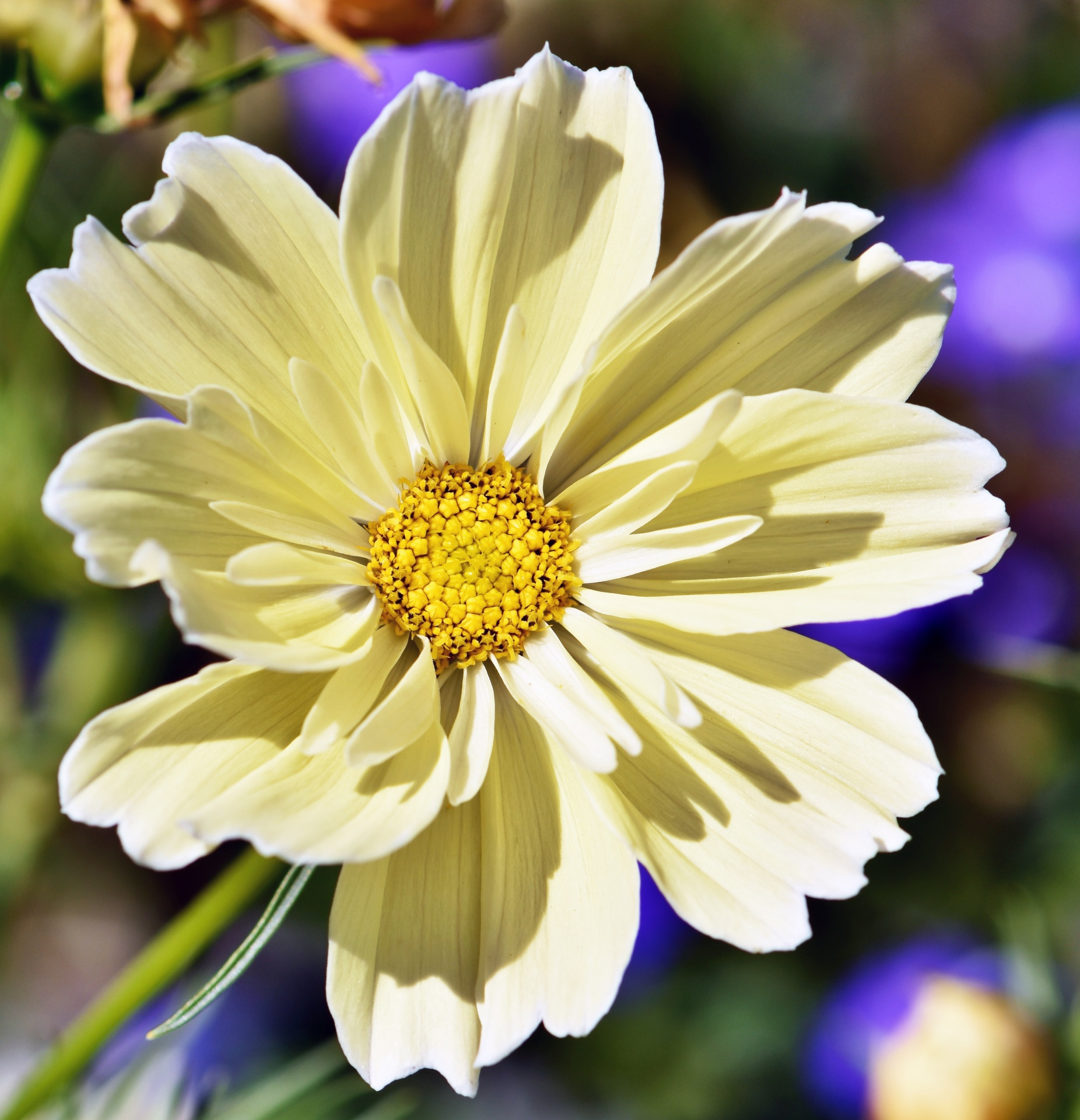
Cosmos bipinnatus del tipo "xanto" o "xantio" (xanthos), variante a fioritura gialla selezionata nei Paesi Bassi.

Si tratta di un nome di tradizione classica, portato nella mitologia greca da una vasta schiera di figure, tra cui la divinità del fiume Scamandro, Xantio discendente di Bellerofonte, ma anche usato come epiteto per vari dèi maggiori, tra cui Apollo. Secondo Omero, era una parola risalente al "linguaggio degli dèi". Nelle zone della Macedonia, "xanto" o "xantio" era inoltre il nome del mese corrispondente ad aprile, mentre in Asia Minore "xantico" era il nome del mese corrispondente a marzo. È tramandato nelle fonti italiane moderne come "Xanto" ("Xante" per quelle femminili, meno frequenti) o "Xantio". Etimologicamente, risale al termine greco ξανθός (xanthos, da cui anche il nome Santippe), reso nel latino come xanthius, che indica il colore giallo in tutte le sue tonalità, ed era applicato anche alle persone dai capelli biondi o fulvi e ai cavalli bai e sauri. Il significato è generalmente interpretato come "biondo", "dai capelli biondi", lo stesso dei nomi Flavio e Biondo. 
In inglese, il nome è attestato dal XIX secolo in varie elaborazioni femminili moderne, dalla diffusione comunque trascurabile.

## Onomastico
Il nome è adespota, ossia privo di santo patrono; l'onomastico si può festeggiare il 1º novembre, in occasione di Ognissanti.

## Persone
- Xanto Avelli, ceramista e poeta italiano
- Xanto Lidio, storico greco antico

## Il nome nelle arti
- Xante è uno dei cinque scienziati del Team Flare in Pokémon X e Y.

## Cognome
- Xantus è un raro cognome presente nell'Europa centro-orientale, specialmente tra Romania e Ungheria, portato tra gli altri da John Xantus de Vesey (János Xántus), etnologo, naturalista e zoologo ungherese, e applicato a caratterizzare varie specie di piante e animali da lui classificati.